# Bror Hjorth
Pour les articles homonymes, voir Hjorth.
Bror Hjorth (22 avril 1894 à Marma, 21 mai 1968 à Uppsala) est un sculpteur suédois.
Il étudie pendant quatre ans la sculpture à Paris avec Antoine Bourdelle. Il est professeur à l'Institut royal d'art de Stockholm de 1949 à 1959. Il remporte le prix Sergel en 1955.